# كارل هاردنبرغ
كارل هاردنبرغ هو سياسي بروسي. بعد توليه في بداية حياته مناصب حكومية صغيرة ، قام بتكوين مقام لنفسه عندما خدم في الحرب بين بروسيا وفرنسا في الفترة من 1792-1795م. عند انتهاء الحرب كان واحداً من البناة الرئسيين لمعاهدة السلام. خدم في الوزارة البروسية حتى العام 1806م. لعب هاردنبرغ دوراً بارزاً في إعادة تنظيم بروسيا بعد حرب التحرير, حيث كوفئ على خدماته بمنحه لقب أمير. فقام بتحسين الجيش, وإلغاء العبودية وإصلاح التعليم. لعب دوراً في مؤتمر فيينا كمستشار لبروسيا.

## روابط خارجية
- كارل هاردنبرغ على موقع الموسوعة البريطانية (الإنجليزية)
- كارل هاردنبرغ على موقع الموسوعة البريطانية (الإنجليزية)
- كارل هاردنبرغ على موقع إن إن دي بي (الإنجليزية)